# گلیند
گلیند (به انگلیسی: Glynde) یک روستا و محله مدنی در بریتانیا است که در Lewes واقع شده‌است. گلیند ۱۷٫۸ کیلومتر مربع مساحت و ۳۱۲ نفر جمعیت دارد.